# Walker Art Center

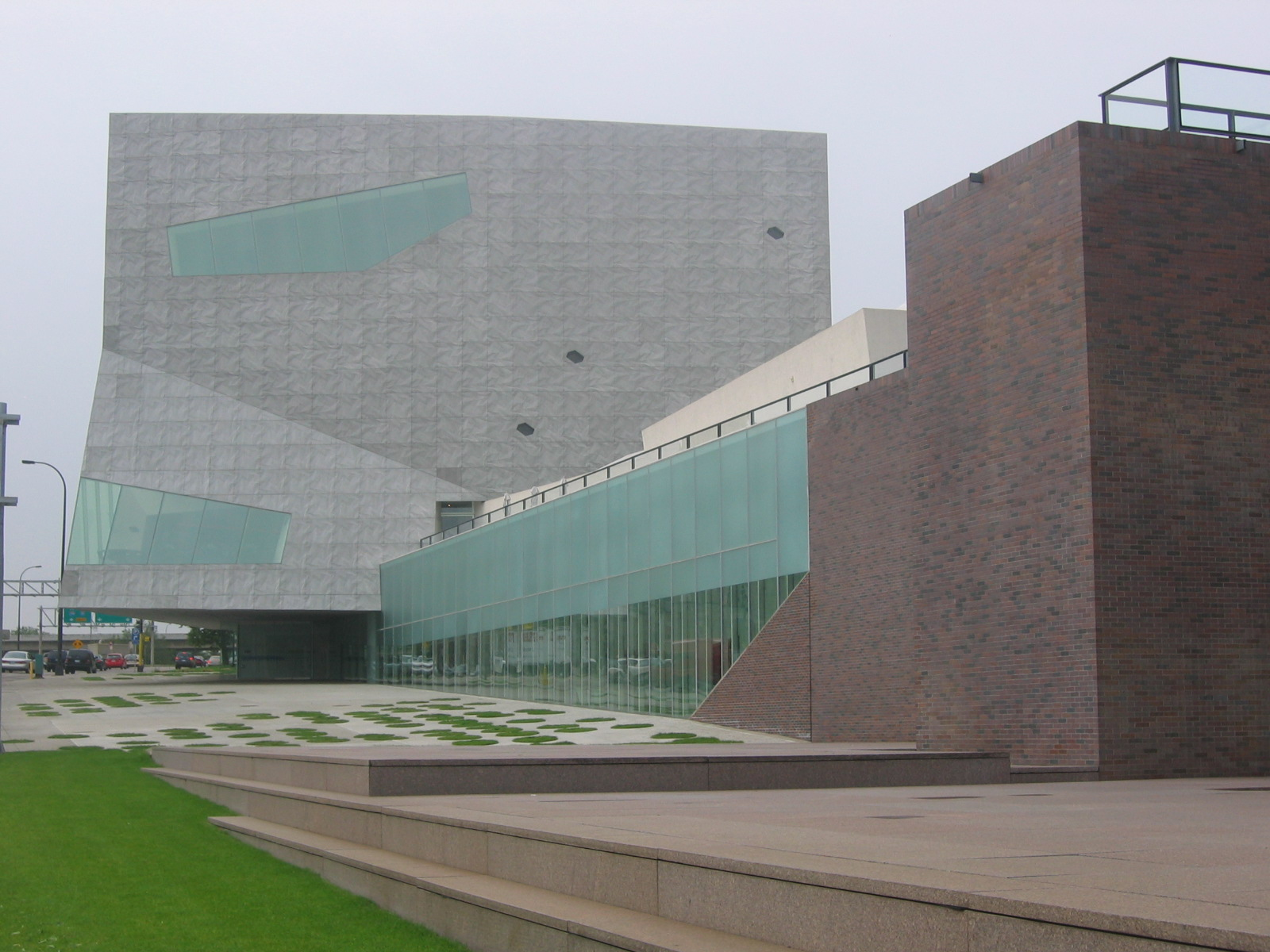
Walker Art Center

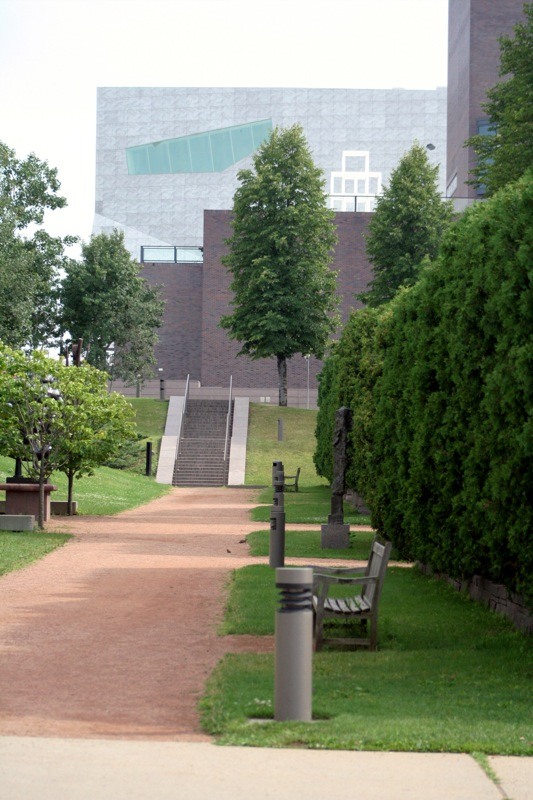
Minneapolis Sculpture Garden

Het Walker Art Center is een museum voor hedendaagse kunst in Minneapolis, Minnesota, Verenigde Staten.
Het museum is in 1879 gesticht door Thomas Barlow Walker, maar kreeg zijn huidige vestiging pas in 1927 als eerste kunstcentrum in de Upper Midwest. De focus van het museum op de moderne kunst is pas begonnen in 1940 met een aanzienlijke gift van Mrs. Gilbert Walker, waardoor het mogelijk werd werken aan te kopen van zulke belangrijke kunstenaars als: Pablo Picasso, Henry Moore en Alberto Giacometti.

## Campus
Het Walker Art Center ligt op een stedelijke campus van bijna 7 hectare, inclusief gebouwen en park. De noordelijke vleugel van het gebouw werd in 1971 geopend. Voor de architectuur tekende Edward Larrabee Barnes. In 2005 volgde een uitbreiding ontworpen door Herzog & de Meuron, waardoor de expositieruimte van het museum werd verdubbeld.

## Collectie
De collectie van het Walker Art Center omvat werken van kunstenaars als:
- Matthew Barney
- Chuck Close
- Donald Judd
- Roy Lichtenstein
- Yoko Ono
- Nam June Paik
- Wolf Vostell
- Andy Warhol